# يوسف الذودان
يوسف أحمد الذودان (مواليد 9 فبراير 1989) لاعب كرة قدم أردني يجيد اللعب في مركز الوسط مع منتخب الأردن الوطني .
لعب في دوري الدرجة الأولى السعودي لأندية الاتفاق والعروبة وهجر والشعلة ونادي الحجاز ونادي الرمثا ونادي الصريح.

## روابط خارجية
- يوسف الذودان على موقع قاعدة بيانات كرة القدم.إي يو (الإنجليزية)
- يوسف الذودان على موقع ناشيونال فوتبول تيمز (الإنجليزية)
- يوسف الذودان على موقع Soccerway.com (الإنجليزية)